# I finti richiamati
I finti richiamati (A Regiment of Two) è un cortometraggio muto del 1913 diretto da George D. Baker e da Ralph Ince.

## Produzione
Il film fu prodotto dalla Vitagraph Company of America.

## Distribuzione
Distribuito dalla General Film Company, il film - un cortometraggio in due bobine - uscì nelle sale cinematografiche statunitensi l'11 giugno 1913. In Italia, con il visto di censura 647, venne distribuito dalla Ferrari nel luglio dello stesso anno.